# Egyptian
Egyptian é uma banda estadunidense de indie rock e projeto paralelo do casal Dan Reynolds, da Imagine Dragons, e Aja Volkman-Reynolds, da Nico Vega.

## História
Dan Reynolds conheceu Aja Volkman, em 2010, quando foi convidado para abrir um show da banda Nico Vega. Ele à convidou para ajudá-lo a terminar algumas demos em que ele estava trabalhando. Logo os dois começaram um processo colaborativo que foi intitulado de Egyptian. Eles gravaram, produziram e lançaram independentemente um EP digital homônimo com quatro faixas. Suas outras bandas, Imagine Dragons e Nico Vega, também já saíram em turnê juntos em 2011, 2013 e 2014.

## Discografia

### EPs
- Egyptian (2011)

### Outras aparições
- Answers to Nothing (trilha sonora) (2011) - "Fade"[5]

## Videoclipes
| Ano                    | Título | Diretor           |
| ---------------------- | ------ | ----------------- |
| 15 de Novembro de 2011 | "Fade" | Matthew Leutwyler |